# Densō Ningen
Densō Ningen (jap. 電送人間) – japoński film fantastycznonaukowy z 1960 roku w reżyserii Juna Fukudy. Wchodzi w skład nieoficjalnej trylogii kryminalnej sf  Henshin Ningen Shirīzu wytwórni Tōhō, w której w skład wchodzą Bijo to Ekitai Ningen (1958) i Gasu Ningen Daiichigō (1960).

## Obsada
- Tadao Nakamaru – Sudo / Goro Nakamoto
- Koji Tsuruta – reporter Kirioka
- Akihiko Hirata – detektyw Kobayashi
- Yoshio Tsuchiya – detektyw kpt. Onosaki
- Seizaburo Kawazu – Masayoshi Onishi
- Sachio Sakai – Taki
- Yoshifumi Tajima – Syogen
- Fuyuki Murakami – Miura
- Takamaru Sasaki – Takaki
- Shin Otomo – Sukimoto
- Ikio Sawamura – anonsjer w wesołym miasteczkowym
- Ren Yamamoto – inspektor
- Akira Kitano, Yutaka Nakayama, Yutaka Sada, Tadashi Okabe – policjanci
- Hideyo Amamoto, Nadao Kirino, Shoichi Hirose – zbiry Onishiego
- Senkichi Omura, Hironobu Wakamoto – rybacy
- Yasuhisa Tsutsumi, Tatsuo Matsumura – oficjele
- Akira Sera – anonsjer w klubie
- Koji Uno – trucker

Źródło: